# Óscar Cardozo
Óscar René Cardozo Marín (* 20. května 1983, Juan Eulogio Estigarribia, Paraguay) je paraguayský fotbalový útočník a reprezentant, v současnosti působí v paraguayském Club Libertad.

## Klubová kariéra

### Benfica Lisabon
V dresu Benficy se stal nejlepším kanonýrem Evropské ligy 2009/10 (společně s peruánským útočníkem Werderu Brémy Claudiem Pizarrem – oba nastříleli po 9 brankách, Cardozo měl více odehraných minut). Za Benficu již nastřílel více než 100 branek v soutěžních zápasech, v sezónách 2009/10 a 2011/12 se stal nejlepším kanonýrem portugalské Primeira Ligy. V ročníku 2009/10 vyhrál s Benficou ligový titul.
V Evropské lize 2012/13 se s klubem probojoval až do finále. 14. února 2013 zařídil v šestnáctifinále svým gólem vítězství 1:0 nad německým Leverkusenem. V odvetě osmifinále s francouzským Girondins de Bordeaux 14. března vsítil dva góly a Benfica porazila soupeře 3:2. Gól z pokutového kopu přidal 4. dubna ve čtvrtfinále proti Newcastle United (výhra 3:1). V semifinále v odvetném zápase s tureckým Fenerbahçe SK podal výborný výkon korunovaný dvěma vstřelenými brankami. Benfica zvítězila 3:1, smazala prohru 0:1 z prvního zápasu v Istanbulu a postoupila do finále proti anglickému celku Chelsea FC. 15. května 2013 proměnil ve finále nařízený pokutový kop, ale na vítězství to nestačilo, Benfica podlehla Chelsea 1:2. Byl to jeho sedmý gól v Evropské lize, čímž se dotáhl na druhé místo v tabulce střelců vedle Edinsona Cavaniho, před ním skončil jen český fotbalista Libor Kozák.
23. října 2013 vstřelil gól v utkání základní skupiny Ligy mistrů 2013/14 řeckému Olympiakosu, podílel se tak na remíze 1:1. S Benficou ale nepostoupil ze základní skupiny C do vyřazovacích bojů LM 2013/14, portugalský tým v ní obsadil třetí místo. Benfica nicméně pokračovala v Evropské lize 2013/14, kde se propracovala po roce opět do finále. V něm opět prohrála, tentokrát v penaltovém rozstřelu 2:4 (0:0 po prodloužení) se španělským týmem Sevilla FC. Cardozo nastoupil do zápasu až v prodloužení, v penaltovém rozstřelu svůj pokus neproměnil.
Začátkem srpna 2014 přestoupil do tureckého celku Trabzonspor.

## Reprezentační kariéra
Od roku 2006 je členem národního týmu Paraguaye. Debutoval 7. října 2006 v přátelském utkání s Austrálií (remíza 1:1). 5. června 2007 v přátelském utkání s domácím Mexikem nastoupil na hrací plochu v 75. minutě a v 88. minutě svým prvním gólem v národním týmu rozhodl o vítězství 1:0. Byl to jeho první gól v reprezentačním A-mužstvu. V témže roce byl nominován na turnaj Copa América 2007, kde vstřelil gól 2. července proti USA, čímž pomohl k výhře 3:1. Paraguay pak vypadla ve čtvrtfinále s Mexikem po debaklu 0:6.
Zúčastnil se Mistrovství světa 2010 konaného v Jihoafrické republice, kde Paraguay vypadla ve čtvrtfinále s budoucím šampionem Španělskem po prohře 0:1. V osmifinále proti Japonsku proměnil svůj pokus v penaltovém rozstřelu (zápas skončil v normální hrací době i po prodloužení 0:0), jihoamerický celek jej zvládl poměrem 5:3.
Trenér paraguayského národního týmu Gerardo Martino jej nenominoval na turnaj Copa América 2011, přestože byl Cardozo v Benfice poměrně produktivní.

## Úspěchy

### Individuální
- 2× Fotbalista roku v Paraguayi (2006, 2009)[17]
- 2× nejlepší kanonýr Primeira Ligy (2009/10 – 26 gólů, 2011/12 – 20 gólů)
- 2× nejlepší kanonýr portugalského fotbalového poháru (2007/08 – 5 gólů, 2010/11 – 5 gólů)